# تانسو بیچر
تانسو بیچر (به ترکی استانبولی: Tansu Biçer؛ زاده ۴ ژانویه ۱۹۷۸) هنرپیشه و صداپیشه اهل ترکیه است. وی از سال ۲۰۰۰ میلادی تاکنون مشغول فعالیت بوده‌است.
از فیلم‌ها یا برنامه‌های تلویزیونی که وی در آن نقش داشته است می‌توان به تا حد مرگ، گودال و ظهور امپراتوری‌ها:عثمانی اشاره کرد.